# Марія Темрюківна

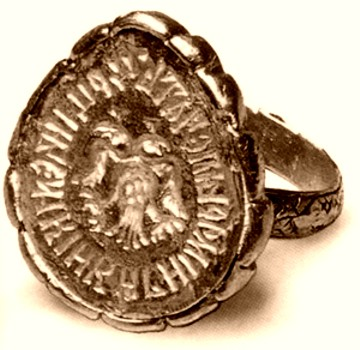
Перстень-печатка цариці Марії Темрюківни

Цариця Марія Темрюківна (1545/1546—1569) — до хрещення княжна Кученей (кабард. Темрыкъуэ Идар ипхъу Гуэщэней
, хрещена 20 липня 1561) — друга дружина Івана Грозного, дочка кабардинського князя Темрюка. Оригінальне ім'я Кученей (кабард. Гуэщэнэ, Гуэщэней
), перекладається з кабардинської як — «очі княжни».
У билинах — Марія Демрюківна (Добрюківна), Крильська цариця, Кримська поляниця.

## Біографія

### Весілля
Через вісім днів після смерті першої дружини Анастасії Романівни «Митрополит, Святителі, Бояри урочисто запропонували йому шукати нареченої: закони пристойності були тоді не суворі»[3]. Іван мав намір одружитися з сестрою польського короля Катериною, однак той зажадав за це Псков, Смоленськ і Новгород.
У 1560 році цар послав сватів Ф. В. Вокшерина і С. Мякиніна на Кавказ «у Черкаских князів дочок дивитися». 15 червня 1561 року княжна Кученей, «з черкас пятигорских дівиця», приїхала в Москву разом з братом Салтанкулом (в хрещенні Михайла). Їм відвели хороми поблизу Кремля. Незабаром цар «княжні Черкаської велів бути на своєму подвір'ї, дивився її і полюбив».

«Пане Теврюге! Аще сицевая доброта дочки твоєї, а нашої великої государині Марії Теврюговни, то государю нашому царю і великому князю Івану Васильовичу улюблена буде, а нас онъ, государ, за це велике дѣло жалувати станетъ, а ця дочко, твоя з нимъ, государемь, царювати въ велицѣй слави станетъ».

6 липня в палацовому Благовіщенському соборі присутніх боярам і духовенству оголосили, що Гошаней готується до обряду хрещення і буде названа Марією — в ім'я святої Марії Магдалини. У той же день цар назвав її своєю нареченою і по древньому російському ритуалу вручив своїй судженій перстень і хустку, унизану перлами. Афанасій, ще будучи протопопом, оголошував її перед хрещенням. Була охрещена під ім'ям «Марія» митрополитом Макарієм. Після завершення обряду хрещення Іван Васильович за звичаєм підніс Марії золотий хрест-складень, а царевичі Іван і Федір вручили їй хрести, прикрашені діамантами і перлами.

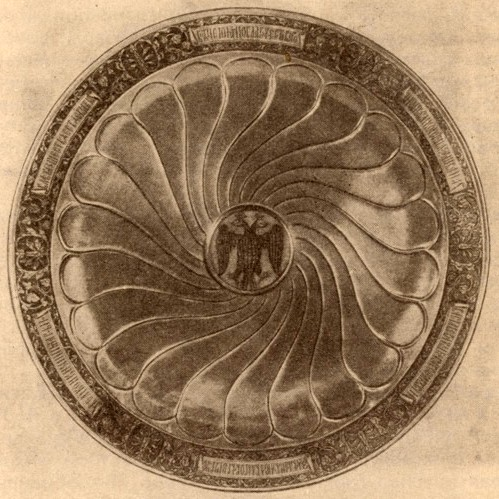
Блюдо Марії Темрюковни. Серед орнаменту розташовано шість клейм з написом: «Божою милістю благочестивого царя і великого князя Івана Васильовича государя всея Русі вироблено блюдо благовірної цариці великої княгині Марії в літо 7000 шістдесять дев'ятого».

21 серпня відбулося вінчання в Успенському соборі. Вінчав молодих митрополит Макарій. Мабуть, весільним подарунком було блюдо з Оружейної палати (діаметр — 42,3 см, вага — майже 3 кг), декороване черню, на якому, ймовірно, їй піднесли весільний головний убір. Виготовлене з трикілограмового шматка золота весільне блюдо Марії Темрюковни вважається одним із шедеврів російських ювелірів.
Шлюб Івана, укладений незабаром після смерті його першої дружини Анастасії Романівни, привів до піднесення родичів Марії — князів Черкаських, що надалі відігравали велику роль у російській історії. Один з її племінників — Хорошай-мурза, у  хрещенні Борис Камбулатович, був одружений з рідною сестрою патріарха Філарета Микитовича, Марфою.
Англійський дипломат Джером Горсей писав: «Після цього (смерті Анастасії) він (Іван) одружився з однією із черкеських княжен, від якої, наскільки відомо, у нього не було нащадків. Обряди та свята, що супроводжували це одруження, були настільки дивними і язичницькими, що важко повірити, що все це відбувалося насправді».

### Життя в шлюбі
Єдина її дитина, про яку відомо — царевич Василь Іванович — помер у двомісячному віці в травні 1563 року, похований, мабуть, в Архангельському соборі, але його надгробок не зберігся.
У 1562 році і в інші роки супроводжувала царя в об'їзді по монастирях. У липні 1563 року їздила з Александрової слободи з царевичем Іваном Івановичем на прощу в Суздаль, а звідти в Ростов.
У російській історії традиційно прийнято надавати образу Марії Темрюковни негативні риси і вважати її негативним персонажем у житті Івана Грозного, що погано вплинула на його характер. Деякі сучасники звинувачували Марію у «псуванні вдачі» царя і перехід до терору.

Другий шлюб Івана не мав щасливих дій першого. Марія, одною красою полонивши чоловіка, не замінила Анастасії ні для його серця, ні для Держави, яке вже не могло з думкою про Царицю поєднувати думки про Царські чесноти. Сучасники пишуть, що ця Княжна Черкеська, дика вдачею, жорстока душею, ще більш стверджувала Івана у схильності до жорстокості, які не зумівши зберегти кохання його, яка вже скоро минула: бо він вже скуштував небезпечну принадність непостійності і не знав сорому. Байдужий до Марії, Іван пам'ятав Анастасію, і ще років сім, на пам'ять про неї, наділяв багатою милостинею святі монастирі Афонські.

В одному з джерел вона називається «на злі справи падущая». В іншому — хронографі «Про шлюби царя Івана Васильовича» — сказано: «В літо 7069 серпня 21 обручився цар вдруге на Марії Черкаської Горської… тугі нравные і зело люті…» (крутий вдачею і дуже злий). Генріх Штаден пише, що саме вона подала йому пораду про створення опричнини:

Деякі [з колишніх великих князів] заводили було опричних порядки, але з цього нічого не виходило. Також повелося і при нинішньому великому князі, поки не взяв він собі в дружини княжну, дочку князя Михайла Темрюковича з Черкеської землі. Вона-то і подала великому князю пораду, щоб він відібрав для себе з свого народу 500 стрільців і щедро обдарував їх одягом і грошима і щоб повсякденно і вдень, і вночі вони їздили за ним і охороняли його. З цього і почав великий князь Іван Васильович всієї Русі і відібрав з свого народу, а також і з іноземців особливий обраний загін. І так влаштував опричних і земські.

Царь Иван сударь Васильевич,

Содержатель он всей Руси,

Сберегатель каценной Москвы,

При блаженной его памяти,

Поизволил царь женитися:

Он берёт не у нас в Москве,

Он берёт в иной земле,

У того-ли Темрюка-Мастрюка,

Молодого Черкешинина,

Toe малую сестру.

Да свет Марию Темрюковну,

Он и много приданого берёт:

Двести татаринов,

Полтараста бояринов

И семь сот Донских казаков.

Что ни лучших добрых молодцов.
Він же пише, говорячи про батька цариці Темрюка, що «великий князь безчесно обійшовся з його дочкою». Коментатори зауважують з приводу цієї фрази, що з звісткою Штадена про «безчесті» царя відносно дружини перегукуються повідомлення Пискаревського літописця: «а тоді ж опоїв царицю Марію Черкаскову», і Горсея: «тим часом він віддалив свою черкеську дружину, постриг її в черниці і помістив в монастир», також недостовірні — мабуть, він плутає її з однією з таких дружин.

### Смерть
Марія Темрюківна померла 6 вересня 1569 в Александровій слободі після повернення з тривалої подорожі до Вологди. Як часто вказують, в новорічну ніч 1 вересня 1569 року під ранок вона померла. Але, судячи з надгробної епітафії, вона померла «6 вересня 1569 р. о сьомій годині ночі, тобто в перекладі на сучасний добовий рахунок годин — незадовго до півночі. Зустрічається в історіографії дата 1 вересня, яка сходить до Н. М. Карамзіну, по всій видимості, є хибною, оскільки Карамзін посилається на надгробний напис з більш пізнього надгробного пам'ятника, встановленого над могилою Марії (написи XIX ст. на надгробках чоловіків великокнязівського і царського роду в Архангельському соборі містять помилки порівняно з епітафіями XVII ст. на тих же надгробках)».
Опівдні Михайло Темрюкович, Олексій і Федір Басманови, Афанасій Вяземський, Борис Годунов, Глинський, Милославський і Вельський винесли з царських покоїв покриту шовковими матеріями труну з тілом Марії і встановили її на похоронний віз. Жалобний кортеж рушив до Москви.
Як і після смерті Анастасії, Іван підозрював бояр в тому, що вони її «замучили», стверджуючи, що вона «злокозньством отруєна бисть».
«1 вересня 1569 померла дружина Іванова Марія, навряд чи  щиро  оплакана і самим Царем, хоча для дотримання пристойності вся Московщина мала дотриматися образу глибокої печалі: справи зупинилися; бояри, дворяни, приказні люди наділи  смиренні плаття , або траур (шуби оксамитові і камчатні  без золота ), у всіх містах служили панахиди; давали милостиню жебракам, вклади в монастирі і церкви; показували гіркоту лицемірну, приховуючи справжню, загальну, що походила від злоби Івана, який через десять днів уже міг спокійно приймати іноземних послів в палаці Московському, але волів за найкраще виїхати зі столиці, щоб в страшній самоті Олександрівської Слободи вигадати нові зради і страти. Кончина двох дружин його, настільки несхожих їх душевних якостей, привели до однакових нещасть: Анастасія взяла з собою чесноти Іванові; здавалося, що Марія заповіла йому перевершити самого себе в лютих вбивствах. Розпустивши слух, що Марія, подібно Анастасії, була отруєна таємними зловмисниками, він приготував тим Московську державу до жахливої несамовитості своєї люті».

Марія Темрюківна була похована у Вознесенському соборі кремлівського Вознесенського монастиря біля західної стіни храму поруч з царицею Анастасією Романівною (зліва від її поховання).
Духовна грамота царя Івана Васильовича (червень-серпень 1572 р.) згадує покійних Марію Темрюківну й наступну дружину Марту Собакіну з проханням царевичам Івану і Федору поминати їх: «А що, з гріхом, жон моїх, Марії та Марфи, не стало, і ви б жон моїх, Мар'ю та Марту, а свої благодатні матері [Анастасію Романівну], поминали у всьому по тому, як аз заставив, і поминали б ще їх з усіма своїми батьками незабутньо».

### Поховання
Місцем її поховання був Вознесенський монастир (Москва). В даний час (з 1929 р. її гробниця в напівклеті Архангельського собору Кремля.
|  | І тако поживе цар Іван Васильович з царицею своєю Марьєю 8 рік і місяць 6. І окормляя бисть від зрадників отрутою від стольника Василя Хомутова з товаришами, їх же цар Іван Васильович злий смерті зрадимо: в котлі звари… |

 
У 1929 році співробітниками кремлівського музею гробниці з приреченого на знищення Вознесенського собору були перенесені в підвальну палату Архангельського собору, де вони знаходяться і донині. При вскритті поховання Марії Темрюківни був виявлений скелет, загорнутий у саван. «Тканина савана, за визначенням В. К. Клейна (тодішній заступник директора Оружейної палати з наукової роботи), італійська камка XVI ст. добре збереглася на зовнішніх частинах. Біля лівого плеча знайдений східний сосудик — мідна сулейка, з боку плеча проіржавлена і, таким чином, втрачена. Посудину вилучено з гробниці». Добре зберігся головний убір цариці — волосник, виявлений  при дослідженні поховань колишнього Вознесенського монастиря в 1984 році. Череп її погано зберігся, тому відновити скульптурний портрет неможливо.

## В культурі

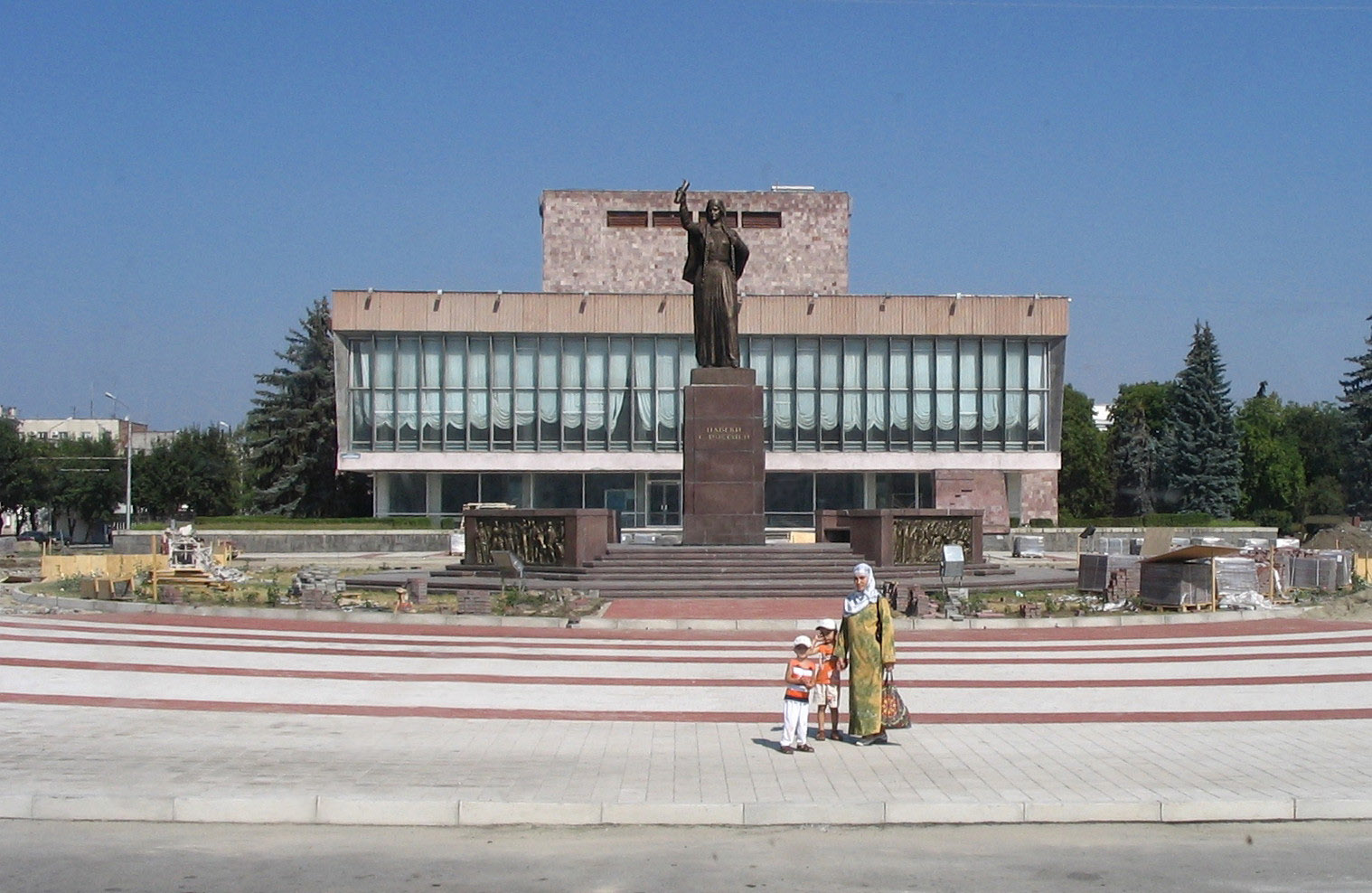
Пам'ятник в Нальчику

- У книзі Б. М. Соколова «Шурин Грозного, завзятий борець Мамстрюк Темгрюкович». Спб., 1913 (з приводу книги С. К. Шамбинаго «Пісні-памфлети XVI ст.») даються пісні про царське одруження, пов'язані з іменем Івана Грозного, Марії Темрюковни і шурина улюбленого Мамстрюка (Кострюка) Темрюковича, в деяких переказах приєднуються до пісень про смерть першої дружини Грозного, Анастасії (в піснях Софії) Романівни та її заповітів Грозному: «не одружуватися в матінці проклятої Литві на Марії Темрюківні»[11].
- У п'єсі О. М. Толстого «Орел і орлиця» (ставилася в Малому театрі)
- Роман-поема «Гуащэнэ» (2005) кабардинською мовою сучасної поетеси Люби Балаговой.
- Роман німецького письменника Гайнца Конзаліка «Лейб-медик Цариці» (Der Leibarzt der Zarin).

- Фільм Павла Лунгіна «Цар» (2009) — актриса Раміля Іскандер.
- В центрі міста Нальчика їй поставлено пам'ятник з написом на постаменті: «Навіки з Росією», відкритий у 1957 році на честь 400-річчя добровільного входження Кабарди до складу Московської держави.
- У 1867 році французький композитор Жорж Бізе пише оперу «Іван IV», в якій вільно трактував знайомство і весілля Івана Грозного з Марією Темрюковною.